# Park Narodowy Purnululu
Park Narodowy Purnululu – park narodowy położony w północno-wschodniej części stanu Australia Zachodnia. Jego powierzchnia wynosi niecałe 2400 km² (2397,23 km²). W roku 2003 został wpisany na listę światowego dziedzictwa UNESCO.

## Warunki naturalne

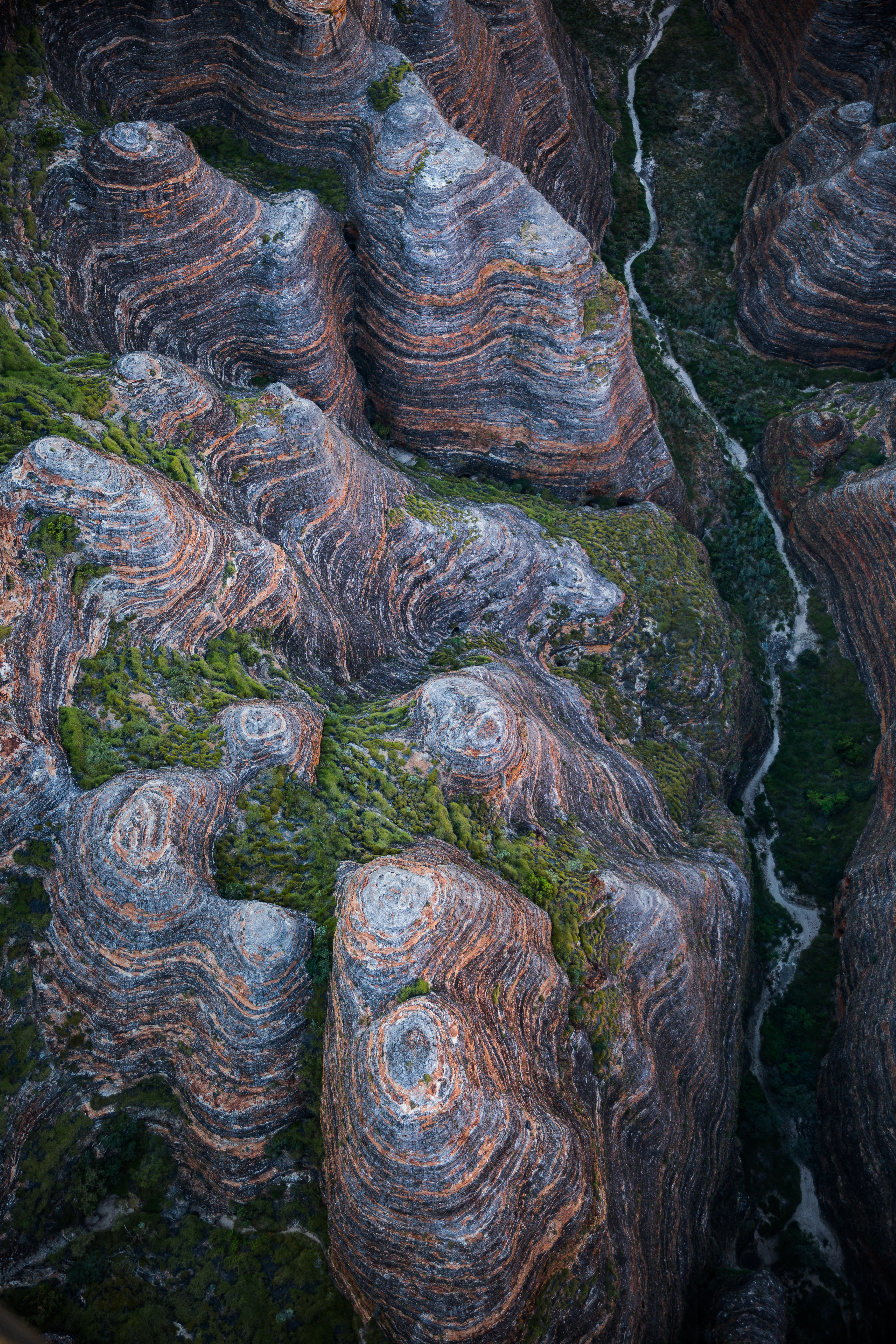
Pasmo Bungle Bungle

Park Narodowy Purnululu od północy przylega do gorących pustyń Australii Zachodniej, od południa zaś do obszarów o klimacie monsunowym. Przepływa przez niego rzeka Ord oraz kilka strumieni – Bellburn, Piccaninny, Red Rock, Osmond i Buchanan. Park znany jest z pasma Bungle Bungle. Zajmuje ono blisko 450 km². Poszczególne góry liczą do 250 m wysokości względnej, mają kształt kopulastych uli pszczelich. Z boku widoczne jest ciemnoszaro-pomarańczowe paskowanie. Pomarańczowa warstwa odpowiada tlenkom żelaza, zaś za kolor czarny (ciemnoszary) odpowiadają skamieniałości sinic należących do przynajmniej 5 różnych gatunków. Miejscami warstwy ze skamieniałościami mają do kilku metrów wysokości; pełnią one rolę stabilizującą, osłaniając bardziej podatny na wietrzenie piaskowiec. Purnululu jest znane z form krasowych powstałych właśnie przez wietrzenie piaskowców. Skamieniałości sinicowe w postaci warstw w górach Bungle Bungle są świadectwem jednej z najwcześniejszych kolonizacji obszarów suchych przez organizmy. W paśmie Osmond skamieniałości tych organizmów występują również w formie stromatolitów. Średnia roczna suma opadów w parku to około 600 mm.

## Flora i fauna
Woinarski et. al (1992) odnotowali na terenie parku 619 gatunków roślin naczyniowych. Skalne wzniesienia poprzecinane są wąwozami o stromych ścianach; w ich wnętrzu rosną palmy Livistona. Na płaskowyżach pasma Bungle Bungle rosną akacje (Acacia) i Grevillia (G. miniata i G. psilantha). Odnotowano również eukaliptusy: E. collina i E. aspera Zidentyfikowano 13 gatunków traw z rodzaju Triodia.

### Fauna
Rozpoznano (stan wiedzy z 1992) 298 gatunków kręgowców – 149 gatunków ptaków, 81 gadów, 41 ssaków, 15 ryb i 12 płazów. Występujące w parku gatunki można podzielić na 3 grupy: powszechnie występujące, charakterystyczne dla północnych obszarów tropikalnych (Torresian species) i charakterystycznych dla Australii ogółem (Eyrean species). Gatunki z grupy Torresian species występują w stosunkowo wysokiej i gęstej roślinności lasów nad brzegami cieków i dla wielu okolice parku stanowią południową granicę zasięgu. Zaliczają się do nich na przykład miodalek prążkowany (Ramsayornis fasciatus), szczur blady (Rattus tunneyi), nietoperz Myotis adversus, kukiele Eudynamys, pyton Liasis olivaceus. 

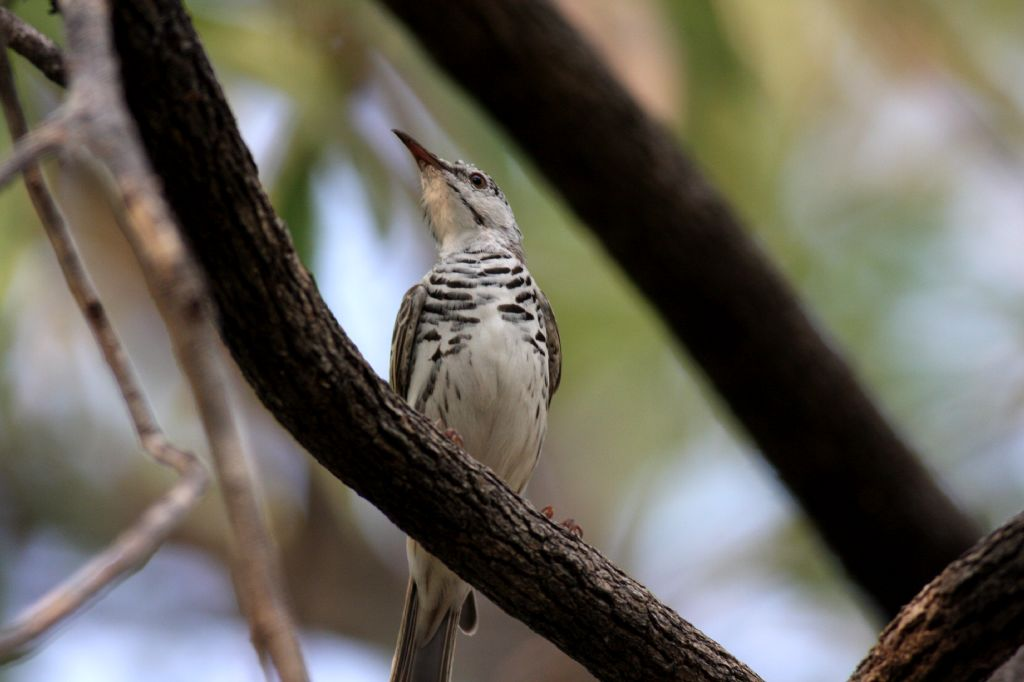
Miodalek prążkowany (Ramsayornis fasciatus)

Skaliste pasma porośnięte trawami cechuje zupełnie odmienna fauna; zaliczają się do niej przykładowo pseudomysz pustynna (Pseudomys desertor), scynk Egernia slateri, skałoskakuna srebrnoogonowego (Zyzomys argurus), pseudopałankę naskalną (Petropseudes dahli), Litoria coplandi, aborygenek białopióry (Petrophassa albipennis), chwostka rudoskrzydła (Malurus lamberti), fletnik skalny (Colluricincla woodwardi). Inna znacząca grupa to zwierzęta zamieszkujące czarne ziemie zlewni Ordo. Należą do nich pazurogon jedwabisty (Onychogalea unguifera), pyłkojad rudogardły (Conopophila rufogularis), rolak jasny (Megalurus mathewsi), chwastówka złotogłowa (Cisticola exilis), drop australijski (Ardeotis australis) i skowroniec zaroślowy (Mirafra cantillans). W parku występują przynajmniej cztery gatunki kangurowatych (Macropodida); odnotowane to kangur górski (Macropus robustus), kangur smukły (M. agilis), skalniak krótkouchy (Petrogale brachyotis) i wspomniany już pazurogon jedwabisty (O. unguifera). Warte uwagi zwierzęta to również sokół siwy (Falco hypoleucos), amadyńce (Erythrura gouldiae), chomikomyszka pędzelkowata (Chaetodipus penicillatus), niełazik mały (Pseudantechinus ningbing), scynki Egernia slateri, nieokreślone gekony Gehrya i żółwie Chelodina.

## Turystyka
Park otwarty jest dla odwiedzających wyłącznie w porze suchej, zwykle od kwietnia do listopada. Na terenie parku wydzielono dwa obszary przeznaczone na camping, Walardi i Kurrajong; w ich obrębie nie ma sklepów. Do dyspozycji turystów są ścieżki piesze, możliwy jest również przelot helikopterem. Startuje on z Bellburn Airstrip, umożliwia turystom obejrzenie z góry pasma Bungle Bungle. Przybliżona liczba turystów w danych latach: 1961 – 5 000, 1984 – 100 000, 1987 – 180 000, 2000 – 380 000.